# Надеждинский (Мордовия)
Надеждинский — посёлок в Большеигнатовском районе Мордовии. Входит в состав Киржеманского сельского поселения.

## История
Основан в 1912 году. Назван по имени дочери владельца спиртзавода. В 1987 году указом ПВС РСФСР посёлку Надеждинского спиртозавода присвоено наименование Надеждинский.

## Население
| 2002 | 2010 |
| ---- | ---- |
| 46   | ↘31  |